# ریچارد نگی
ریچارد نگی (انگلیسی: Richard Nagy؛ زادهٔ ۹ مارس ۱۹۹۳) ورزشکار ورزش شنا اهل اسلواکی است.
وی در مسابقات کشوری و بین‌المللی در مجموع برندهٔ ۱ مدال نقره شده‌است.